# Roșiorii de Vede
Roșiorii de Vede is een stad (oraș) in het Roemeense district Teleorman. De stad telt 28.600 inwoners (2006).